# Francisco Danilo Aguilar
Francisco Danilo Aguilar de León (9 febbraio 1983) è un ex calciatore guatemalteco, di ruolo attaccante.

## Carriera

### Club
Ha giocato nella massima serie del Guatemala con Deportivo Marquense e Deportivo Petapa.

### Nazionale
Nel 2008 ha giocato 2 partite con la nazionale guatemalteca.